# Kieran Freeman
Kieran Ewan Freeman (* 20. März 2000 in Aberdeen) ist ein schottischer Fußballspieler, der bei den Raith Rovers unter Vertrag steht.

## Karriere

### Verein
Der in Aberdeen geborene Freeman spielte bis zu seinem 16. Lebensjahr in der Jugend von Dundee United. Im Juli 2016 wechselte er in die Jugendakademie des FC Southampton in England. In den folgenden Jahren wurde er bei den Saints ausgebildet. Im Januar 2020 kehrte Freeman zurück zu Dundee United.
Am 15. August 2020 gab Freeman sein Profidebüt, als er in der Scottish Premiership gegen Ross County in der Startelf von United-Trainer Micky Mellon stand.

### Nationalmannschaft
Kieran Freeman absolvierte im Jahr 2014 zwei Spiele in der U16 und ein Spiel in der schottischen U15-Nationalmannschaft. 2022 folgten zwei Spiele in der U21.